# Philip Lovel
Philip Lovel († 29. Dezember 1258 in Hanslope) war ein englischer Geistlicher und Minister.

## Herkunft
Die genaue Herkunft von Philip Lovel ist ungeklärt. Er war mit der Familie Lovel aus Oxfordshire verwandt, einer Familie der Gentry, die sich nach Minster Lovel benannte. Er war mit Sicherheit mit William Lovel (†  1213) verwandt, vielleicht war er ein jüngerer Sohn von ihm. Erstmals wird Lovel 1223 erwähnt, als er eine Urkunde von Bischof Richard Poore von Salisbury bezeugt.

## Heirat, Kinder und Wechsel in den geistlichen Stand
Lovel war verheiratet und hatte mit seiner Frau, deren Name nicht bekannt ist, mindestens drei Kinder:
- Philip Lovel der Jüngere
- Amicia Lovel ⚭ Richard de Curzon of Derbyshire
- Henry Lovel

Vor 1231 wurde er jedoch Geistlicher und zum Subdiakon geweiht. Von Nicholas de Verdon erhielt er das Rektorat in Lutterworth in Leicestershire. Die Verdons waren Vasallen der Earls of Winchester, und vielleicht durch diese Verbindung trat Lovel in den Dienst von Roger de Quincy, 2. Earl of Winchester. Quincy war nicht nur ein englischer Magnat, sondern besaß auch Ländereien im südwestschottischen Galloway und hatte das Hofamt des Constable of Scotland inne. Ab spätestens 1240 bezeugte Lovel zahlreiche Urkunden von Roger de Quincy, in dessen Dienst er zum Verwalter von dessen englischen Besitzungen aufstieg. Lovel begleitete Quincy auch nach Schottland und gewann vermutlich dadurch gute Kontakte zur schottischen Regierung. 1246 oder 1247 erhielt er von William Mauduit die Einkünfte der Pfarrei von Hanslope in Buckinghamshire.

## Wechsel in den Dienst der Krone
William Mauduit hatte das Hofamt des Chamberlain of the Royal Exchequer inne. Deshalb ist es wahrscheinlich, dass Lovel zumindest zeitweise bereits im Dienst des  englischen Königs Heinrich III. gestanden hatte, als er von Mauduit die Pfründe von Hanslope erhielt. Vor 1249 war Lovel aus dem Dienst von de Quincy in den Dienst der Krone gewechselt. Im November 1249 wurde er durch die Fürsprache von John Mansel einer der für die jüdische Bevölkerung in England zuständigen Richter. Als Beamter und Ratgeber des Königs legte er 1250 ein Kreuzzugsgelübde ab, das er jedoch nicht ausführte. Ende September 1251 wurde er beschuldigt, dass er von wohlhabenden Juden Bestechungsgelder angenommen hatte. Im Gegenzug soll er ihnen Steuerermäßigungen gewährt haben. Diese Anschuldigungen stammten vermutlich von seinem Rivalen Robert de la Ho, der ebenfalls als Richter für die jüdische Bevölkerung diente. Daraufhin fiel Lovel beim König in Ungnade. Er bot eine Strafzahlung in Höhe von 10 Mark in Gold an, und da sich sowohl John Mansel wie auch Angehörige der schottischen Regierung für ihn einsetzten, gewann er rasch wieder die Gunst von Heinrich III. Vermutlich schon vor August 1252 war er wieder als Richter für die jüdische Bevölkerung tätig, dieses Amt legte er erst im Februar 1256 nieder.

## Dienst als Treasurer
Auf Fürsprache von Mansel wurde Lovel am 27. August 1252 zum Treasurer of the Royal Exchequer ernannt. Lovel galt als besonders fähiger Verwalter, und zum Dank für seine Dienste versuchte der König Anfang 1257, dass er zum Bischof von Coventry und Lichfield gewählt wurde. Dies scheiterte jedoch, da die Mönche des Kathedralpriorats von Coventry Roger de Meuland zum neuen Bischof wählten. Während der Amtszeit von Lovel als Treasurer kam es zu einer Krise der königlichen Finanzen, unter anderem wegen der Verteilung von Ämtern und Einkünfte an die Angehörige und Günstlinge des Königs, vor allem aber wegen sizilianischen Abenteuer des Königs. Lovel versuchte, diese finanzielle Krise durch die Erhebung von Zwangsanleihen, strenger Besteuerung der jüdischen Bevölkerung und steigende Abgabeforderungen an die Sheriffs der Grafschaften zu lösen. 1255 wurde er beauftragt, die Erhebung der königlichen Einkünfte in acht Grafschaften der Midlands zu überprüfen. Diese Überprüfung soll er äußerst streng durchgeführt haben. Gegen die Politik des Königs kam es im Frühjahr 1258 zu einer Revolte einer Gruppe von Adligen. Diese übernahmen die Leitung der Regierung und erließen im Juni 1258 die Provisions of Oxford. Dabei durfte Lovel zunächst sein Amt behalten, bis er im Oktober 1258 angeklagt wurde, willkürliche Abgaben erhoben zu haben.

## Ablösung, Tod und Erbe
Lovel hatte offenbar das Vertrauen des von den oppositionellen Baronen dominierten Staatsrats verloren und wurde am 2. November abgelöst. Aufgrund der Anklage gegen ihn wurde er an Roger Bigod, 4. Earl of Norfolk, dem Lord Marshal übergeben. Nach Zahlung einer hohen Geldsumme kam er frei und zog sich in seine Pfarrei Hanslope zurück, wo er kurz darauf starb. Nach dem Chronisten Matthew Paris starb er aus Verdruss, weil der König sich geweigert hatte, ihm zu vergeben.
Lovel hatte für seine Dienste eine Reihe weiterer Pfründen erhalten. Er wurde Rektor von Stanground in Huntingdonshire und von Rock in Worcestershire. Dazu wurde er Kanoniker von mindestens zwei Pfründen an der St Paul’s Cathedral in London. Bei seinem Tod besaß er das Gut von Snorscombe in Northamptonshire sowie weitere Ländereien bei Little Brickhill in Buckinghamshire, Littlebury in Essex und Dunton in Warwickshire. Diese Besitzungen hatte er vor allem ab 1252 käuflich erworben. Bei seinem Tod wurden sie von der Krone beschlagnahmt, doch schließlich zwischen seinen Erben aufgeteilt. Diese waren seine drei Kinder sowie der mit ihm verwandte John Lovel († 1287), ein Richter und unehelicher Sohn von John Lovel aus Minster Lovel. Lovels jüngerer Sohn Henry war ebenfalls Geistlicher geworden und diente als Testamentsvollstrecker seines Vaters.